# Linha Vermelha (Film)
Linha Vermelha (dt.: Rote Linie) ist ein Dokumentarfilm des portugiesischen Regisseurs José Filipe Costa aus dem Jahr 2011. Er kam am 12. April 2012 in Portugal in die Kinos. 

## Hintergrund
Der Film knüpft an den Dokumentarfilm Torre Bela des deutschen Regisseurs Thomas Harlan an, der 1975 als Mitglied eines Revolutionsausschusses die Inbesitznahme des Landguts Torre Bela durch das Volk nach der Nelkenrevolution schilderte. 36 Jahre später besucht Costa die Protagonisten des Films und das damalige Filmteam wieder und geht der Frage nach, welche Veränderungen die Besetzung von Torre Bela bewirkte.

## Rezeption
Der Film hatte am 11. Mai 2011 im großen Auditorium der Culturgest in Lissabon im Rahmen des IndieLisboa Premiere und wurde dort als bester portugiesischer Film ausgezeichnet. Er lief danach auf weiteren internationalen Filmfestivals, darunter im deutschsprachigen Raum die Viennale 2011 und die Dokumentarfilmwoche 2012.
Bei den portugiesischen Filmpreisen Prémios Sophia war er als bester langer Dokumentarfilm nominiert.
2013 erschien er bei Alambique als DVD-Video, in einem Papp-Schuber mit umfangreichen Bonusmaterial, darunter Interviews mit Mitwirkenden am Film Torre Bela (1975), und einem Beiheft mit zahlreichen Texten, darunter einem Abdruck des Interviews von Thomas Harlan in den Cahiers du cinéma aus dem Jahr 1979.